# Armenien ved OL
Armenien deltog første gang i de olympiske lege ved vinter-OL 1994 i Lillehammer. Tidligere deltog armenske udøvere som en del af Sovjetunionen, og i 1992 som en del af SNG. Armenien har deltaget som selvstændig nation i samtlige olympiske lege siden 1994.

## Medaljeoversigt
| Armenias medaljer under de olympiske sommerlege | Armenias medaljer under de olympiske sommerlege | Armenias medaljer under de olympiske sommerlege | Armenias medaljer under de olympiske sommerlege | Armenias medaljer under de olympiske sommerlege | Armenias medaljer under de olympiske sommerlege |                     | Armenias medaljer under de olympiske vinterlege | Armenias medaljer under de olympiske vinterlege | Armenias medaljer under de olympiske vinterlege | Armenias medaljer under de olympiske vinterlege | Armenias medaljer under de olympiske vinterlege | Armenias medaljer under de olympiske vinterlege |
| Lege                                            | Guld                                            | Sølv                                            | Bronze                                          | Totalt                                          | Rang                                            | Lege                | Guld                                            | Sølv                                            | Bronze                                          | Totalt                                          | Rang                                            |                                                 |
| 1952–1988                                       | som en del af Sovjetunionen                     | som en del af Sovjetunionen                     | som en del af Sovjetunionen                     | som en del af Sovjetunionen                     | som en del af Sovjetunionen                     | 1956–1988           | som en del af Sovjetunionen                     | som en del af Sovjetunionen                     | som en del af Sovjetunionen                     | som en del af Sovjetunionen                     | som en del af Sovjetunionen                     |                                                 |
| 1992 Barcelona                                  | som en del af SNG                               | som en del af SNG                               | som en del af SNG                               | som en del af SNG                               | som en del af SNG                               | 1992 Albertville    | som en del af SNG                               | som en del af SNG                               | som en del af SNG                               | som en del af SNG                               | som en del af SNG                               |                                                 |
| 1996 Atlanta                                    | 1                                               | 1                                               | 0                                               | 2                                               | 45                                              | 1994 Lillehammer    | 0                                               | 0                                               | 0                                               | 0                                               | –                                               |                                                 |
| 2000 Sydney                                     | 0                                               | 0                                               | 1                                               | 1                                               | 71                                              | 1998 Nagano         | 0                                               | 0                                               | 0                                               | 0                                               | –                                               |                                                 |
| 2004 Athen                                      | 0                                               | 0                                               | 0                                               | 0                                               | –                                               | 2002 Salt Lake City | 0                                               | 0                                               | 0                                               | 0                                               | –                                               |                                                 |
| 2008 Beijing                                    | 0                                               | 1                                               | 4                                               | 5                                               | 62                                              | 2006 Torino         | 0                                               | 0                                               | 0                                               | 0                                               | –                                               |                                                 |
| 2012 London                                     | 0                                               | 1                                               | 1                                               | 2                                               | 60                                              | 2010 Vancouver      | 0                                               | 0                                               | 0                                               | 0                                               | –                                               |                                                 |
| 2016 Rio de Janeiro                             | 1                                               | 3                                               | 0                                               | 4                                               | 42                                              | 2014 Sotji          | 0                                               | 0                                               | 0                                               | 0                                               | –                                               |                                                 |
| 2020 Tokyo                                      |                                                 |                                                 |                                                 |                                                 |                                                 | 2018 Pyeongchang    | 0                                               | 0                                               | 0                                               | 0                                               | –                                               |                                                 |
| Totalt                                          | 2                                               | 6                                               | 6                                               | 14                                              |                                                 | Totalt              | 0                                               | 0                                               | 0                                               | 0                                               |                                                 |                                                 |

## Medaljevindere
| Medalje | Navn                      | År                  | Sport        | Øvelse                             |
| ------- | ------------------------- | ------------------- | ------------ | ---------------------------------- |
| Guld    | Armen Nazaryan            | 1996 Atlanta        | Brydning     | 52 kg græsk-romersk stil (herrer)  |
| Guld    | Artur Aleksanyan          | 2016 Rio de Janeiro | Brydning     | 98 kg græsk-romersk stil (herrer)  |
| Sølv    | Armen Mkrtchyan           | 1996 Atlanta        | Brydning     | 48 kg fristil (herrer)             |
| Sølv    | Tigran Vardan Martirosyan | 2008 Beijing        | Vægtløftning | 85 kg, Herrer                      |
| Sølv    | Arsen Julfalakyan         | 2012 London         | Brydning     | 74 kg græsk-romersk stil (herrer)  |
| Sølv    | Simon Martirosyan         | 2016 Rio de Janeiro | Vægtløftning | 105 kg, Herrer                     |
| Sølv    | Gor Minasyan              | 2016 Rio de Janeiro | Vægtløftning | +105 kg, Herrer                    |
| Sølv    | Migran Arutyunyan         | 2016 Rio de Janeiro | Brydning     | 66 kg græsk-romersk stil (herrer)  |
| Bronze  | Arsen Melikyan            | 2000 Sydney         | Vægtløftning | 77 kg, Herrer                      |
| Bronze  | Gevorg Davtyan            | 2008 Beijing        | Vægtløftning | 77 kg, Herrer                      |
| Bronze  | Roman Amoyan              | 2008 Beijing        | Brydning     | 55 kg græsk-romersk stil (herrer)  |
| Bronze  | Yury Patrikeyev           | 2008 Beijing        | Brydning     | 120 kg græsk-romersk stil (herrer) |
| Bronze  | Hrachik Javakhyan         | 2008 Beijing        | Boksning     | 60 kg, Herrer                      |
| Bronze  | Artur Aleksanyan          | 2012 London         | Brydning     | 96 kg græsk-romersk stil (herrer)  |